# Aeroportul Francistown
Aeroportul Francistown (IATA: FRW, ICAO: FBFT) este un aeroport din Districtul North-East, Botswana, Botswana ce deservește zona Francistown. Aeroportul a fost tranzitat în 2018 de 36.698 de pasageri.
Situat la o altitudine de 1.001 m, aeroportul dispune de 1 pistă. Este operat de Botswana Defence Force⁠(d).

## Infrastructură

### Piste
Aeroportul dispune de o singură pistă. Pista are orientarea 11/29.